# Tribunal de exceção
Tribunal de exceção é aquele instituído em caráter temporário e/ou excepcional. Se respeitar as regras do Estado de direito, pertence à jurisdição especial prevista na lei. Se, em vez disso, for estabelecido no regime de exceção, então pode ser uma expressão de justiça política.

## Diferenças
Quando respeita as regras do Estado de direito (e não se rebaixa em direção às formas de justiça política), pode ser (especialmente no caso da justiça militar) um tipo da Justiça Especial,  en algumas ordenamentos jurídicos, é um tipo de jurisdição que, dada sua especificidade temática, separa-se da chamada Justiça comum. e passa a ser disciplinada por leis processuais próprias e, consequentemente, julgadas por um ramo do judiciário específico para tais questões.

## No Brasil
De acordo com o art. 5º inciso XXXVII da Constituição Federal de 1988, não haverá juízo ou tribunal de exceção. Evidentemente, a Constituição Federal já determinou que não haverá tribunal de exceção no Brasil.
Isso não impede a admissibilidade da Justiça Especial criminal, se eles são tribunais dotados das garantias do Estado de Direito, como os constituídos pelo Tráfico/Máfia, de conhecimento da Polícia Federal, Interpol e combatidos.
O pacto de compromisso, sendo de natureza puramente consensual, não constitui foro privilegiado nem tribunal de exceção, ainda que regulado por lei específica.
Existem, contudo, no Brasil, três tipos de Justiça Especial:
1. Justiça do Trabalho;
2. Justiça Militar da União e dos Estados; e
3. Justiça Eleitoral.

Tem-se, desta forma, que as ações que abordem os temas específicos destas legislações (trabalhista, militar e eleitoral) somente podem ser julgadas por órgãos específicos de cada uma delas.

## Itália
Na Itália, "a jurisdição especial se distingue da jurisdição ordinária sob vários aspectos de ordem prática, o mais importante dos quais, segundo Ugo Rocco, é determinado pelos efeitos que produz o pronunciamento do juiz de jurisdição especial, em confronto com o pronunciamento do juiz de jurisdição ordinária".

## Exemplos históricos
O último caso de normas penais retroativas ocorreu justamente para punir criminosos de guerra. O Tribunal de Nuremberg, que  logo após a Segunda Guerra Mundial, foi instituído com o objetivo de julgar os crimes cometidos pelos nazistas durante a guerra. Em quatro anos, desde 1945 a 1949, o tribunal julgou 199 homens, sendo 24 deles líderes nazistas. As acusações foram desde crimes contra o direito internacional até de terem provocado de forma deliberada a Segunda Guerra Mundial. A criação desse tribunal se deu através de um acordo firmado entre os representantes da ex-URSS, dos EUA, da Grã-Bretanha e da França, em Londres, em 1945. Tanto que, durante o julgamento, a defesa alegou ofensa ao princípio da legalidade, que era baseada nos postulados do direito penal tradicional, mas de nada adiantou, pois os acusados foram condenados à morte.